# Adenosma muelleri
Adenosma muelleri är en grobladsväxtart som beskrevs av George Bentham. Adenosma muelleri ingår i släktet Adenosma och familjen grobladsväxter. Inga underarter finns listade i Catalogue of Life.